# Félix de Cantalice
Félix de Cantalice foi um irmão leigo capuchinho, canonizado pela Igreja Católica. Foi o primeiro irmão capuchinho a ser reconhecido como santo.

## Biografia

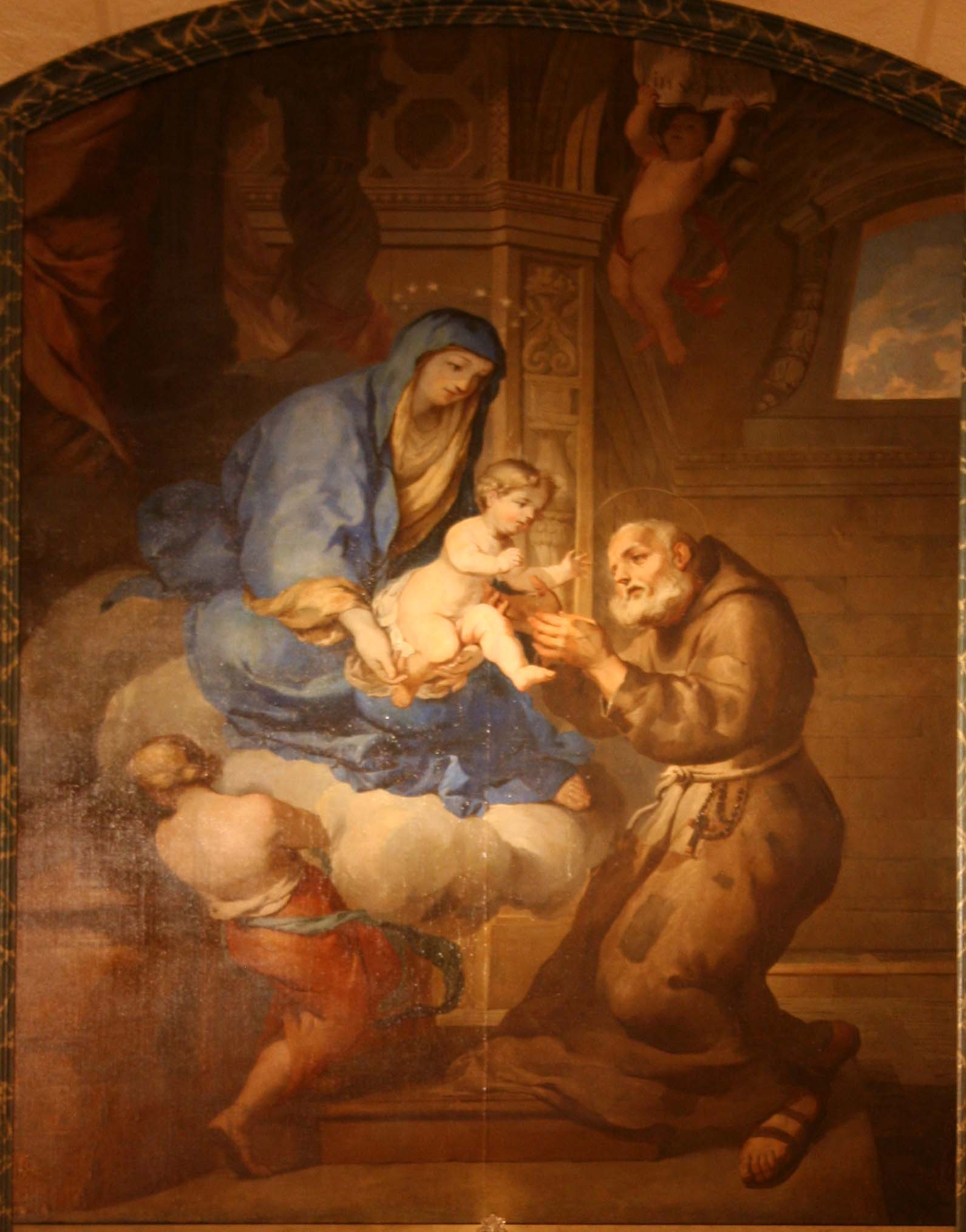
Aparição da Virgem Maria entregando o Menino Jesus a São Félix

Filho de camponeses, viveu a infância e juventude no campo. Na adolescência foi trabalhar como pastor e lavrador em uma grande propriedade. Alimentava sua fé praticando penitências, oração contemplativa e a caridade.
Aos 27 anos foi admitido ao convento dos capuchinhos em Roma, como irmão leigo. Em 1545 proferiu seus votos religiosos no Convento de Monte São João. Dividiu seus primeiros anos como capuchinho entre este convento, o convento de Tívoli e o de Palanzano de Viterbo. A partir de 1547 mudou-se para Roma, residindo no Convento de São Boaventura.
Viveu como mendicante, trajando um velho hábito, com um rosário nas mãos e um saco às costas. A quem o ajudava, respondia invariavelmente Deo gratias, que quer dizer Graças a Deus. Isto lhe valeu o apelido de Frei Deo Gratias. Viveu uma vida de profunda simplicidade e dedicação aos mais pobres. Embora fosse analfabeto, era amigo Filipe Néri e Carlos Borromeu e do futuro papa Sixto V.
Faleceu em Roma, em 18 de maio de 1587. Logo após a sua morte, o Papa Sisto V (r. 1585-1590) iniciou o processo de beatificação. Foi canonizado em 1712 pelo papa Clemente XI. A Igreja Católica comemora este santo no dia 18 de maio.

## Vida de oração
São Félix de Cantalice costumar passar as noites em oração. E por rezar de forma árdua, por vezes entrava em êxtase, a exemplo de outros santos como Santa Teresinha do Menino Jesus e São Francisco de Assis. Num desses momentos, ele teve uma visão, na qual a Virgem Maria aparecia a ele com o Menino Jesus em seus braços e o entregava. Geralmente, as imagens de São Félix retratam-no com Cristo em seus braços.